# جیام‌پائولو دی پائولا
جیام‌پائولو دی پائولا (ایتالیایی: Giampaolo Di Paola؛ زادهٔ ۱۵ اوت ۱۹۴۴) یک نظامی اهل ایتالیا است که از تاریخ  ۱۶ نوامبر ۲۰۱۱ تا تاریخ  ۲۸ آوریل ۲۰۱۳ سمت وزارت دفاع ایتالیا را برعهده داشت.